# Kreis Orbe
| Kreis Orbe           | Kreis Orbe          |
| Basisdaten           | Basisdaten          |
| -------------------- | ------------------- |
| Staat:               | Schweiz             |
| Kanton:              | Waadt (VD)          |
| Bezirk:              | Orbe                |
| Hauptort:            | Orbe                |
| Fläche:              | 43,75 km²           |
| Einwohner:           | 14'787 (31.12.2023) |
| Bevölkerungsdichte:  | 338 Einw. pro km²   |
| Aufgehoben am:       | 31. Dezember 2006   |
| Karte                |                     |
| Karte von Kreis Orbe |                     |

Der Kreis Orbe (französisch Cercle d'Orbe) war bis zum 31. August 2006 eine Verwaltungseinheit des Bezirks Orbe im Kanton Waadt in der Schweiz. Sitz des Kreisamtes war Orbe.
Der Kreis umfasste fünf Gemeinden und war 43,75 km² gross. Die Gemeinden des ehemaligen Kreises zählten Ende 2023 14'787 Einwohner.
| Wappen                  | Name der Gemeinde       | Einwohner (31. Dezember 2023) | Fläche in km² | Einw. pro km² |
| ----------------------- | ----------------------- | ----------------------------- | ------------- | ------------- |
| Bavois                  | Bavois                  | 1'037                         | 9,35          | 111           |
| Chavornay               | Chavornay               | 5'061                         | 13,80         | 367           |
| Corcelles-sur-Chavornay | Corcelles-sur-Chavornay | 353                           | 5,48          | 64            |
| Montcherand             | Montcherand             | 494                           | 3,07          | 161           |
| Orbe                    | Orbe                    | 7'842                         | 12,05         | 651           |
| Total (5)               | Total (5)               | 14'787                        | 43,75         | 338           |